# Megalytta
Megalytta is een geslacht van kevers uit de familie oliekevers (Meloidae).
Het geslacht is voor het eerst wetenschappelijk beschreven in 1960 door Selander.

## Soorten
Het geslacht omvat de volgende soort:
- Megalytta inflaticeps (Beauregard, 1889)